# 펜칭 (빈)
펜칭(독일어: Penzing)은 오스트리아 빈의 제 14구역이다.